# Kulla Gunnarstorps mölla
Kulla Gunnarstorps mölla (før 1658: Gundestrup i Kuldens mølle  ), er et historisk vartegn nord for Helsingborg, uden for Hitterup.  Det er en hollænder med en bådformet møllehat, hvilket er unikt i Skåne. Greven eller grevinden på Kulla Gunnarstorp/Gundestrup i Kuldens Slot ansatte mølleren og lod ham og hans familie bo på møllegården , hvor den sidste møller fra år 1922 til år 1950, var Nils Persson, der nedlagde møllen i 1950, men fik lov til at blive der indtil sin død (med sin familie) i 1972. 